# Ranunculus sericocephalus
Ranunculus sericocephalus är en ranunkelväxtart som beskrevs av Joseph Dalton Hooker. Ranunculus sericocephalus ingår i släktet ranunkler, och familjen ranunkelväxter. Inga underarter finns listade i Catalogue of Life.